# Polen op het Eurovisiesongfestival 2006
Polen nam deel aan het Eurovisiesongfestival 2006 in Athene, Griekenland. Het was de 11de deelname van het land op het Eurovisiesongfestival. De selectie verliep via een interne selectie. TVP was verantwoordelijk voor de Poolse bijdrage voor de editie van 2006.

## Selectieprocedure
Om de kandidaat te kiezen voor Polen op het festival koos men ervoor om deze via een nationale finale aan te duiden.
In totaal deden er 15 artiesten mee aan de finale.
De winnaar werd gekozen door een combinatie van jury en televoting.
| Volgorde | Lied                        | Artiest                        | Jury | Televoting | Totaal | Plaats |
| -------- | --------------------------- | ------------------------------ | ---- | ---------- | ------ | ------ |
| 1        | "Goodbye"                   | Agata Torzewska                | 2    | 0          | 2      | 12de   |
| 2        | "Undercover"                | Danzel                         | 1    | 4          | 5      | =8ste  |
| 3        | "I Wanna Know"              | Kasia Moś                      | 4    | 0          | 0      | =10de  |
| 4        | "Za Karę"                   | Maciej Silski                  | 3    | 1          | 4      | =10de  |
| 5        | "Love Is What We All Need"  | Leonie Kuizenga                | 0    | 0          | 0      | =13de  |
| 6        | "Follow My Heart"           | Ich Troje featuring Real McCoy | 5    | 12         | 17     | 1ste   |
| 7        | "Good Girl"                 | Dezire                         | 12   | 2          | 14     | 4de    |
| 8        | "Popatrz Na Mnie"           | Ha-Dwa-O                       | 0    | 0          | 0      | =13de  |
| 9        | "Na Kolana"                 | Katarzyna Cerekwicka           | 10   | 7          | 17     | 2de    |
| 10       | "Kocham Cię"                | Sławomir Uniatowski            | 7    | 6          | 13     | 5de    |
| 11       | "Jeżeli Jesteś - Wołam Cię" | Mosqitoo                       | 0    | 0          | 0      | =13de  |
| 12       | "W Nas Ciepło Wiosen"       | Brathanki                      | 0    | 5          | 5      | =8ste  |
| 13       | "How Many People"           | The Jet Set                    | 8    | 8          | 16     | 3de    |
| 14       | "Zero Do Stracenia"         | Kto To                         | 6    | 3          | 9      | 7de    |
| 15       | "I Fell In Love"            | Queens                         | 0    | 10         | 10     | 6de    |

## In Athene
Op het festival zelf in Griekenland moest Polen aantreden als 12de, net na Macedonië en voor Rusland.
Op het einde van de avond bleek dat Polen op een 11de plaats was geëindigd met een totaal van 70 punten, wat net niet genoeg was om de finale te behalen.
België en Nederland hadden respectievelijk 1 en 2 punten over voor deze inzending.

### Gekregen punten

#### Halve Finale
| 12 punten | 10 punten                         | 8 punten                      | 7 punten                                                   | 6 punten                               |
| --------- | --------------------------------- | ----------------------------- | ---------------------------------------------------------- | -------------------------------------- |
|           | - Oekraïne                        | - Litouwen                    | - Ierland                                                  | - Duitsland                            |
| 5 punten  | 4 punten                          | 3 punten                      | 2 punten                                                   | 1 punt                                 |
| - Rusland | - Moldavië - Spanje - Wit-Rusland | - Armenië - IJsland - Letland | - Frankrijk - Griekenland - Israël - Noorwegen - Nederland | - België - Malta - Verenigd Koninkrijk |

### Punten gegeven door Polen

#### Halve Finale
Punten gegeven in de halve finale:
| 12 punten | Finland               |
| 10 punten | Litouwen              |
| 8 punten  | Rusland               |
| 7 punten  | Zweden                |
| 6 punten  | Oekraïne              |
| 5 punten  | Bosnië en Herzegovina |
| 4 punten  | België                |
| 3 punten  | Armenië               |
| 2 punten  | Ierland               |
| 1 punt    | Monaco                |

#### Finale
Punten gegeven in de finale:
| 12 punten | Finland               |
| 10 punten | Rusland               |
| 8 punten  | Litouwen              |
| 7 punten  | Zweden                |
| 6 punten  | Oekraïne              |
| 5 punten  | Armenië               |
| 4 punten  | Bosnië en Herzegovina |
| 3 punten  | Roemenië              |
| 2 punten  | Ierland               |
| 1 punt    | Verenigd Koninkrijk   |

1994 · 1995 · 1996 · 1997 · 1998 · 1999 · 2000 · 2001 · 2002 · 2003 · 2004 · 2005 · 2006 · 2007 · 2008 · 2009 · 2010 · 2011 · 2012-2013 · 2014 · 2015 · 2016 · 2017 · 2018 · 2019 · 2020 · 2021 · 2022 · 2023 · 2024 · 2025